# Cimetière de Dugny
 (mars 2025).
Le cimetière de Dugny est le cimetière communal de la ville de Dugny en Seine-Saint-Denis.
Il complète l'ancien site tout proche, du cimetière du Hazeret.

## Historique
Ce nouveau site funéraire est ouvert pour prendre le relais du cimetière du Hazeret.
Il est doté de carrés confessionnels, juif et musulman.
Il abrite un jardin du souvenir et un columbarium accueille des urnes en divers points du cimetière.